# Ladora (Iowa)
Ladora es una ciudad ubicada en el condado de Iowa, en el estado de Iowa, Estados Unidos. Tiene una población estimada, a mediados de 2022, de 226 habitantes.

## Geografía
La localidad está ubicada en las coordenadas 41°45′21″N 92°11′9″O / 41.75583, -92.18583 (41.755742, -92.185917). Según la Oficina del Censo de los Estados Unidos, tiene una superficie de 0.76 km², correspondientes en su totalidad a tierra firme.

## Demografía
Según el censo de 2020, en ese momento había 229 personas residiendo en la localidad. La densidad de población era de 301.32 hab./km². El 94.32% de los habitantes eran blancos, el 0.44% era afroamericano, el 3.06% eran de otras razas y el 2.18% eran de una mezcla de razas. Del total de la población, el 3.06% eran hispanos o latinos de cualquier raza.